# فالفينيير
فالفينيير (بالفرنسية: Valvignères)‏ هي بلدية تقع في فرنسا في Canton of Viviers.[بحاجة لمصدر] يقدر عدد سكانها بـ 421 نسمة ومساحتها 29.78 كم2 وترتفع عن سطح البحر 196 متر.